# Grand Prix Szwajcarii 1950
Grand Prix Szwajcarii 1950 (oryg. X Großer Preis der Schweiz) – czwarta runda Mistrzostw Świata Formuły 1 w sezonie 1950.

## Lista startowa
| Nr               | Kierowca                | Zespół                        | Samochód                | Silnik                 | Opony |
| ---------------- | ----------------------- | ----------------------------- | ----------------------- | ---------------------- | ----- |
| 2                | José Froilán González   | Scuderia Achille Varzi        | Maserati 4CLT/48        | Maserati 4CLT 1,5 R4T  | P     |
| 2                | Nello Pagani            | Scuderia Achille Varzi        | Maserati 4CLT/48        | Maserati 4CLT 1,5 R4T  | P     |
| 4                | Johnny Claes            | Ecurie Belge                  | Talbot-Lago T26C        | Talbot 23CV 4,5 R6     | E     |
| 6                | Yves Giraud-Cabantous   | Automobiles Talbot-Darracq SA | Talbot-Lago T26C-DA     | Talbot 23CV 4,5 R6     | D     |
| 8                | Eugène Martin           | Automobiles Talbot-Darracq SA | Talbot-Lago T26C-DA     | Talbot 23CV 4,5 R6     | D     |
| 10               | Louis Rosier            | Automobiles Talbot-Darracq SA | Talbot-Lago T26C-DA     | Talbot 23CV 4,5 R6     | D     |
| 12               | Luigi Fagioli           | SA Alfa Romeo                 | Alfa Romeo 158          | Alfa Romeo 158 1,5 R8T | P     |
| 14               | Juan Manuel Fangio      | SA Alfa Romeo                 | Alfa Romeo 158          | Alfa Romeo 158 1,5 R8T | P     |
| 16               | Giuseppe Farina         | SA Alfa Romeo                 | Alfa Romeo 158          | Alfa Romeo 158 1,5 R8T | P     |
| 18               | Alberto Ascari          | Scuderia Ferrari              | Ferrari 125 F1          | Ferrari 125 1,5 V12T   | P     |
| 20               | Raymond Sommer          | Scuderia Ferrari              | Ferrari 166 F2          | Ferrari 125 1,5 V12    | P     |
| 22               | Luigi Villoresi         | Scuderia Ferrari              | Ferrari 125 F1          | Ferrari 125 1,5 V12T   | P     |
| 24               | Peter Whitehead         | Scuderia Ferrari              | Ferrari 125 F1          | Ferrari 125 1,5 V12T   | P     |
| 26               | Louis Chiron            | Officine Alfieri Maserati     | Maserati 4CLT/48        | Maserati 4CLT 1,5 R4T  | P     |
| 28               | Franco Rol              | Officine Alfieri Maserati     | Maserati 4CLT/48        | Maserati 4CLT 1,5 R4T  | P     |
| 30               | Prince Bira             | Enrico Platé                  | Maserati 4CLT/48        | Maserati 4CLT 1,5 R4T  | P     |
| 32               | Emmanuel de Graffenried | Enrico Platé                  | Maserati 4CLT/48        | Maserati 4CLT 1,5 R4T  | P     |
| 34               | Felice Bonetto          | Scuderia Milano               | Maserati Milano 4CLT/50 | Maserati 4CLT 1,5 R4T  | P     |
| 36               | Reg Parnell             | Scuderia Ambrosiana           | Maserati 4CLT/48        | Maserati 4CLT 1,5 R4T  | D     |
| 38               | Rudi Fischer            | Ecurie Espadon                | SVA 1500                | FIAT R4T               | P     |
| 40               | Toni Branca             | Toni Branca                   | Maserati 4CL            | Maserati 4CLT 1,5 R4T  | P     |
| 42               | Philippe Étancelin      | Philippe Étancelin            | Talbot-Lago T26C        | Talbot 23CV 4,5 R6     | D     |
| 44               | Harry Schell            | Ecurie Bleue                  | Talbot-Lago T26C        | Talbot 23CV 4,5 R6     | D     |
| Źródło: Stats F1 |                         |                               |                         |                        |       |

## Wyniki

### Kwalifikacje
| P                | Nr | Kierowca                | Konstruktor        | Czas   | Poz. s. |
| ---------------- | -- | ----------------------- | ------------------ | ------ | ------- |
| 1                | 14 | Juan Manuel Fangio      | Alfa Romeo         | 2:42:1 | 1       |
| 2                | 16 | Giuseppe Farina         | Alfa Romeo         | 2:42,8 | 2       |
| 3                | 12 | Luigi Fagioli           | Alfa Romeo         | 2:45,2 | 3       |
| 4                | 22 | Luigi Villoresi         | Ferrari            | 2:46,1 | 4       |
| 5                | 18 | Alberto Ascari          | Ferrari            | 2:46,8 | 5       |
| 6                | 42 | Philippe Étancelin      | Talbot-Lago-Talbot | 2:51,1 | 6       |
| 7                | 6  | Yves Giraud-Cabantous   | Talbot-Lago-Talbot | 2:52,7 | 7       |
| 8                | 30 | Prince Bira             | Maserati           | 2:53,2 | 8       |
| 9                | 8  | Eugène Martin           | Talbot-Lago-Talbot | 2:53,7 | 9       |
| 10               | 10 | Louis Rosier            | Talbot-Lago-Talbot | 2:54,0 | 10      |
| 11               | 32 | Emmanuel de Graffenried | Maserati           | 2:54,2 | 11      |
| 12               | 34 | Felice Bonetto          | Maserati           | 2:54,6 | 12      |
| 13               | 20 | Raymond Sommer          | Ferrari            | 2:54,6 | 13      |
| 14               | 4  | Johnny Claes            | Talbot-Lago-Talbot | 2:59,0 | 14      |
| 15               | 2  | Nello Pagani            | Maserati           | 3:06,9 | 15      |
| 16               | 26 | Louis Chiron            | Maserati           | 3:06,9 | 16      |
| 17               | 40 | Toni Branca             | Maserati           | 3:10,0 | 17      |
| 18               | 44 | Harry Schell            | Talbot-Lago-Talbot | 3:11,5 | 18      |
| Źródło: Stats F1 |    |                         |                    |        |         |

### Wyścig
| P                | Nr | Kierowca                | Konstruktor        | Okr. | Czas                          | Start | +/– | Punkty |
| ---------------- | -- | ----------------------- | ------------------ | ---- | ----------------------------- | ----- | --- | ------ |
| 1                | 16 | Giuseppe Farina         | Alfa Romeo         | 42   | 2:02:53,7                     | 2     | 1   | 8+1    |
| 2                | 12 | Luigi Fagioli           | Alfa Romeo         | 42   | +0,4                          | 3     | 1   | 6      |
| 3                | 10 | Louis Rosier            | Talbot-Lago-Talbot | 41   | +1 okrążenie                  | 10    | 7   | 4      |
| 4                | 30 | Prince Bira             | Maserati           | 40   | +2 okrążenia                  | 8     | 4   | 3      |
| 5                | 34 | Felice Bonetto          | Maserati           | 40   | +2 okrążenia                  | 12    | 7   | 2      |
| 6                | 32 | Emmanuel de Graffenried | Maserati           | 40   | +2 okrążenia                  | 11    | 5   |        |
| 7                | 2  | Nello Pagani            | Maserati           | 39   | +3 okrążenia                  | 15    | 8   |        |
| 8                | 44 | Harry Schell            | Talbot-Lago-Talbot | 39   | +3 okrążenia                  | 18    | 10  |        |
| 9                | 26 | Louis Chiron            | Maserati           | 39   | +3 okrążenia                  | 16    | 7   |        |
| 10               | 4  | Johnny Claes            | Talbot-Lago-Talbot | 38   | +4 okrążenia                  | 14    | 4   |        |
| 11               | 40 | Toni Branca             | Maserati           | 35   | +7 okrążeń                    | 17    | 6   |        |
| NS               | 14 | Juan Manuel Fangio      | Alfa Romeo         | 33   | NU (silnik)                   | 1     |     |        |
| NS               | 42 | Philippe Étancelin      | Talbot-Lago-Talbot | 25   | NU (skrzynia biegów)          | 6     |     |        |
| NS               | 20 | Raymond Sommer          | Ferrari            | 19   | NU (zawieszenie)              | 13    |     |        |
| NS               | 8  | Eugène Martin           | Talbot-Lago-Talbot | 19   | NU (wypadek)                  | 9     |     |        |
| NS               | 22 | Luigi Villoresi         | Ferrari            | 9    | NU (przekładnia)              | 4     |     |        |
| NS               | 18 | Alberto Ascari          | Ferrari            | 4    | NU (pompa olejowa)            | 5     |     |        |
| NS               | 6  | Yves Giraud-Cabantous   | Talbot-Lago-Talbot | 0    | NU (wypadek)                  | 7     |     |        |
| NW               | 2  | José Froilán González   | Maserati           | 0    | NW (kontuzja)                 | —     |     |        |
| NW               | 24 | Peter Whitehead         | Ferrari            | 0    | NW (brak sprawnego samochodu) | —     |     |        |
| NW               | 28 | Franco Rol              | Maserati           | 0    | NW (kontuzja)                 | —     |     |        |
| NW               | 36 | Reg Parnell             | Maserati           | 0    | NW (nie przybył)              | —     |     |        |
| NW               | 38 | Rudi Fischer            | SVA-FIAT           | 0    | NW (nie przybył)              | —     |     |        |
| Źródło: Stats F1 |    |                         |                    |      |                               |       |     |        |

Uwagi
1. ↑  Dodatkowy 1 punkt jest przyznawany kierowcy, który ustanowił najszybsze okrążenie w wyścigu.

### Najszybsze okrążenie
| Nr               | Kierowca        | Konstruktor | Czas   | Okr. |
| ---------------- | --------------- | ----------- | ------ | ---- |
| 16               | Giuseppe Farina | Alfa Romeo  | 2:41,6 | 8    |
| Źródło: Stats F1 |                 |             |        |      |

### Prowadzenie w wyścigu
| Nr                              | Kierowca           | Konstruktor | Okrążenia   | Suma |
| ------------------------------- | ------------------ | ----------- | ----------- | ---- |
| 16                              | Giuseppe Farina    | Alfa Romeo  | 7–20, 24–42 | 33   |
| 14                              | Juan Manuel Fangio | Alfa Romeo  | 1–6, 21–22  | 8    |
| 12                              | Luigi Fagioli      | Alfa Romeo  | 23          | 1    |
| \| Wykres \| \| ------ \| \| \| |                    |             |             |      |
| Źródło: Stats F1                |                    |             |             |      |
| Wykres                          |                    |             |             |      |
|                                 |                    |             |             |      |

## Klasyfikacja kierowców po wyścigu
Pierwsza piątka otrzymywała punkty według klucza 8-6-4-3-2, 1 punkt przyznawany był dla kierowcy, który wykonał najszybsze okrążenie w wyścigu. Klasyfikacja konstruktorów została wprowadzona w 1958 roku.
Źródło: 
Uwzględniono tylko kierowców, którzy zdobyli jakiekolwiek punkty
| P  | +/− | Kierowca              | Starty | Punkty | P1 | P2 | P3 | PP | NO | NS |
| -- | --- | --------------------- | ------ | ------ | -- | -- | -- | -- | -- | -- |
| 1  | 0   | Giuseppe Farina       | 3      | 18     | 2  | –  | –  | 1  | 2  | 1  |
| 2  | +2  | Luigi Fagioli         | 3      | 12     | –  | 2  | –  | –  | –  | 1  |
| 3  | −2  | Juan Manuel Fangio    | 3      | 9      | 1  | –  | –  | 2  | 1  | 2  |
| =  | −2  | Johnnie Parsons       | 1      | 9      | 1  | –  | –  | –  | 1  | –  |
| 5  | −1  | Alberto Ascari        | 2      | 6      | –  | 1  | –  | –  | –  | 1  |
| =  | −1  | Bill Holland          | 1      | 6      | –  | 1  | –  | –  | –  | –  |
| =  | +8  | Louis Rosier          | 3      | 6      | –  | –  | 1  | –  | –  | 1  |
| 8  | +5  | Prince Bira           | 3      | 5      | –  | –  | –  | –  | –  | 1  |
| 9  | −2  | Louis Chiron          | 3      | 4      | –  | –  | 1  | –  | –  | 1  |
| =  | −2  | Reg Parnell           | 1      | 4      | –  | –  | 1  | –  | –  | –  |
| =  | −2  | Mauri Rose            | 1      | 4      | –  | –  | 1  | –  | –  | –  |
| 12 | −2  | Yves Giraud-Cabantous | 2      | 3      | –  | –  | –  | –  | –  | 1  |
| =  | −2  | Raymond Sommer        | 2      | 3      | –  | –  | –  | –  | –  | 1  |
| =  | −2  | Cecil Green           | 1      | 3      | –  | –  | –  | –  | –  | –  |
| 15 | N   | Felice Bonetto        | 1      | 2      | –  | –  | –  | –  | –  | –  |
| 16 | −1  | Tony Bettenhausen     | 1      | 1      | –  | –  | –  | –  | –  | –  |
| =  | −1  | Joie Chitwood         | 1      | 1      | –  | –  | –  | –  | –  | –  |
| P  | +/− | Kierowca              | Starty | Punkty | P1 | P2 | P3 | PP | NO | NS |